# Magomiet Jewłojew
Magomiet Jewłojew (ros. Магомет Евлоев; ur. 24 marca 1999) – rosyjski, a od 2023 roku tadżycki zapaśnik walczący w stylu wolnym. Zajął jedenaste miejsce na mistrzostwach świata w 2024.
Piąty na igrzyskach azjatyckich w 2022. Brązowy medalista mistrzostw Azji w 2025; piąty w 2024 roku. 